# Stena Line
Stena Line — одна з найбільших судноплавних компаній в світі, яка виконує вантажні і пасажирські поромні перевезення в Ірландії, Великій Британії, Нідерландах, Норвегії, Швеції, Данії, Німеччині, Латвії та Польщі. Stena Line також володіє шведськими суднами німецької та данської компанії Scandlines. Той звернув увагу, як шведські домогосподарки скуповують товари у данських магазинах, і вирішив робити бізнес на різниці цін між Швецією і Данією, продаючи дешеві данські продукти на борту порома.

## Історія
Stena Line була заснована підприємцем Стеном Алланом Олссоном в 1962 році в Гетеборзі (Швеція). Він перейняв поромну лінію «Гетеборг — Скаген», розпочату данським підприємцем Полем Людвігсеном) у вересні-жовтні 1962 року. Його надихнув приклад лінії Ландскруна — Копенгаген, яку заснував його приятель Дейн Йорген Йенсен в 1950-і роки. Однак Людвігс не втримав бізнес і під тиском кредиторів припинив рейси своєї Skagen — Gothenborg Linien AS.
Стен Олссон мав досвід в поромному сполученні на Аландських островах з 1959 року. Домовившись з кредиторами Людвігсена, Олссон вирішив відновити розпочатий їм маршрут, запросивши самого засновника на роботу менеджером зі зв'язків з громадськістю та закупівель. 21 грудня 1962 був здійснений перший рейс з Гетеборга в Скаген. Пасажири, які придбали квиток у компанії Людвігсена, мали можливість використовувати їх для поїздки поромом нової компанії Skagenlinjen. Уже в середині січня 1963 року компанія оголосила про те, що бізнес почався успішно, і що вона має намір придбати два нових судна. Паром Skagenlinjen був плавучою оптовою базою товарів, з активними продажами на борту через ресторани, бари і кіоски. Ціна квитків в такій концепції майже не мала значення, тому компанія активно пропонувала безкоштовні квитки, заробляючи на продажах в дорозі. До 1964 року на лінії Скаген-Гетеборг курсувало 5 кораблів, на лініях Гетеборг — Фрідріхсгафен і Гетеборг — Ларвік по два, на лінії Гетеборг — Лесе один.
Вже в 1963 році компанія відкрила рейси поза порту Гетеборг — зі Скагена в Люсешіл і Марстранд, з Копенгагена в Треллеборг тощо.
21 червня 1964 року компанія отримала з Норвегії перше збудоване на її замовлення судно — Poseidon, розраховане на 600 пасажирів (раніше компанія перевозила максимально 320 пасажирів за рейс). Судно розвивало швидкість 16,5 вузлів.
У 1963 році Стен Олссон зробив перші замовлення на автомобільні пороми, які для компанії були побудовані на верфях Франції та Норвегії. Замовлення розміщувалися на невеликих верфях, які до цього не мали досвіду в будівництві подібних судів і, щоб отримати роботу, готові були знизити ціну. Великі верфи добре заробляли на будівництві танкерів і балкерів та не торгувалися. Таким чином Skagenlinjen змогла поповнити свій флот і відкривати нові маршрути.
Відвідавши Велику Британію, Стен Олссон звернув увагу на те, які старі судна курсують через Ла-Манш, і вже 30 червня 1965 року пасажирів запросили здійснити подорож з Кале в Тілбері на поромі The Londoner (раніше Stena Nordica).
Ставши фактично поромним оператором, компанія в квітні 1967 року змінила ім'я на Stena Line.
У 1972 році Stena Line був одним з перших операторів поромів у Європі, який запровадив комп’ютерну систему бронювання для туристичного бізнесу. У 1978 році в галузі вантажного бізнесу також почала працювати система комп'ютерного бронювання.
Перший маршрут, орієнтований на вантажні перевезення, розпочався між Гетеборгом (Швеція) та Кілем (Німеччина).
Протягом 1980-х років Стена придбала ще три поромні компанії. У 1981 році Sessan Line, найбільший конкурент Stena на маршрутах Швеція – Данія, був придбаний та включений у Stena Line. Сюди входили дві великі новобудови Sessan Line – Kronprinsessan Victoria та Prinsessan Birgitta, які до цього дня стали найбільшими кораблями, що експлуатувалися Stena. У 1983 році Стена придбала Varberg-Grenå Linjen, а через два роки також право на колишню назву цієї компанії, Lion Ferry. Lion Ferry продовжувала функціонувати як окрема маркетингова компанія до 1997 року, коли вона була включена до складу Stena Line. У 1989 році Стена придбала ще одну паромну компанію, Stoomvaart Maatschappij Zeeland (SMZ) (яка на той час торгувала під назвою Crown Line). Маршрут SMZ Хук-ван-Голланд – Гарвіч тоді став частиною лінії Stena.
Stena Line збільшилась вдвічі в 1990 році, придбавши компанію Sealink British Ferries у Sea Containers.
У 1996 році компанія Stena Line представила свої 20 000-тонні судна HSS (високошвидкісне морське сполучення), які курсували від Белфаста до Странраера, від Голігеда до Дана Лері та від Хука-ван-Голланда до Гарвіча.
У 2000 році Stena Line придбала ще одного скандинавського поромного оператора: Scandlines AB.
У листопаді 2006 року Stena Line замовила два "супер-пороми" валовим тоннажем 62000 у Aker Yards, Німеччина, з можливістю доставки ще двох кораблів тієї ж конструкції. Нові пороми стали одними з найбільших у світі, які експлуатуються на маршруті Stena Північним морем від Хук-ван Голланда до Гарвіча. Існуючі кораблі з Північного моря мали бути перевезені за маршрутом Кіль – Гетеборг, тоді як кораблі з Кіль переправлялися до Гдині. Нові пороми були запущені в 2010 році, коли 16 травня 2010 року Stena Hollandica вступила в експлуатацію, а Stena Britannica планували ввести в експлуатацію восени 2010 року.
26 лютого 2014 року було оголошено, що Stena Line придбає паромну службу Celtic Link ferry service з Рослера до Шербура, Франція.
Спільне підприємство з Hyundai Glovis було оголошено та затверджено Європейською Комісією в лютому 2019 року для впровадження нової спільної служби короткоморських внутрішньоєвропейських вод між двома перевізниками для морського транспортування перевантажувальних вантажів, що походять з Південної Кореї.
14 березня 2020 року, через спалах коронавірусу, компанія тимчасово призупинила операції між Осло та Фредеріксгавном до подальшого повідомлення. Через обмеження поїздок в Данії та Норвегії, єдине судно MS Stena Saga було відправлено в Гетеборг, куди вона прибуло 16 березня 2020, де пізніше компанія підтвердила, що зробить 950 звільнень у Швеції внаслідок коронавірусу.

## Структура і власники
Stena Line — основна одиниця підрозділу Stena AB, що є частиною конгломерату Stena Sphere, в який також входять Stena Metall AB і Stena Sessan AB. Крім того, Stena Line належить шведсько-датсько-німецька судноплавна компанія Scandlines.
Власники компанії — сім'я Стена Аллана Оллсона, який заснував Stena AB. На даний момент компанією керує Дан Стен Оллсон.